# Rękawki do pływania

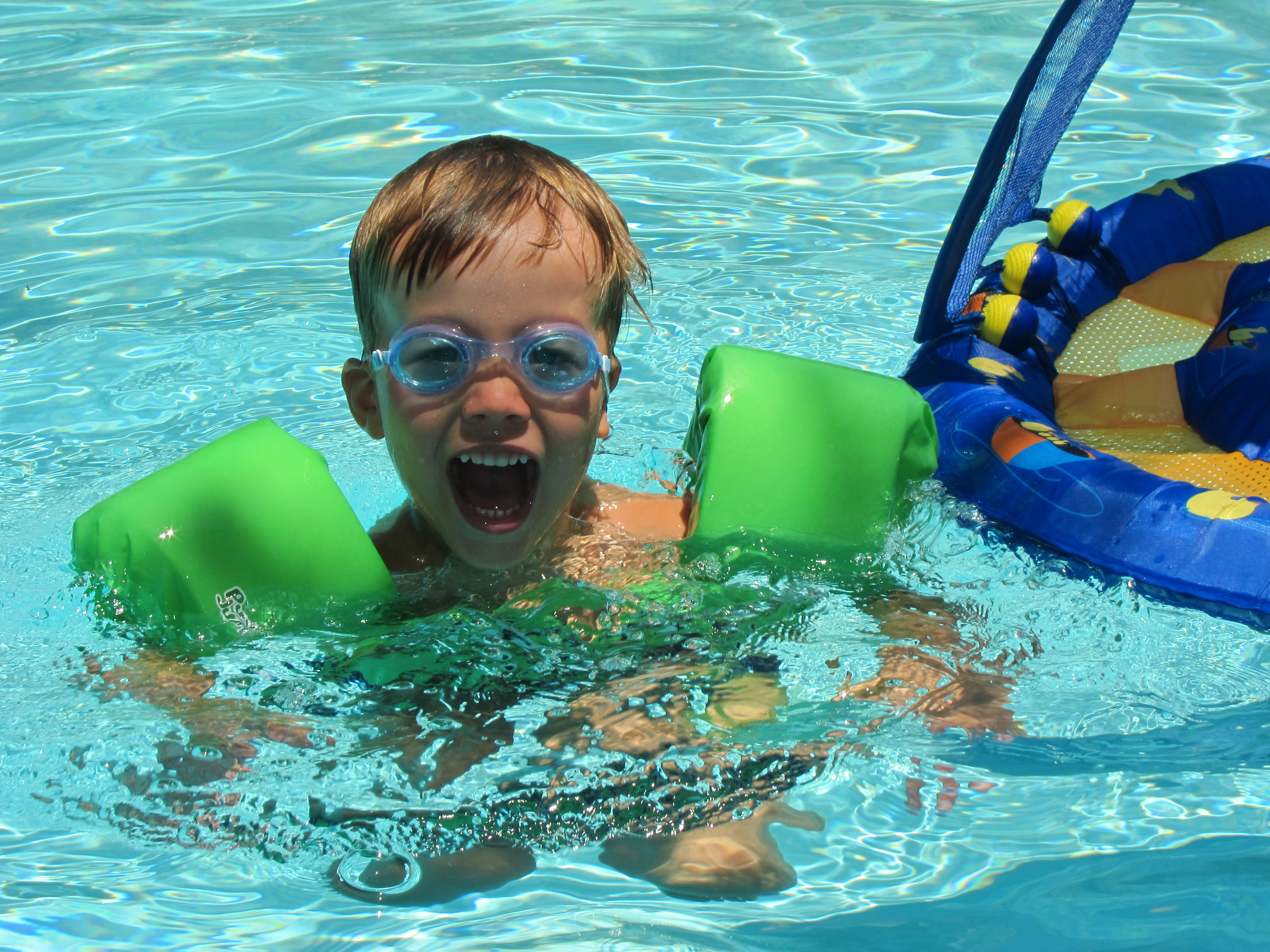
Dziecko w rękawkach i okularkach w wodzie

Rękawki do pływania, rękawki dmuchane – sprzęt pływacki służący do utrzymania się na wodzie oraz nauki pływania przez najmłodsze dzieci. Rękawki są przydatne w pierwszych ćwiczeniach oswojenia i utrzymywania się na powierzchni wody oraz do poruszania się w wodzie. 